# ロキ
ロキ（古ノルド語: Loki）は、北欧神話に登場する悪戯好きの神。その名は「閉ざす者」「終わらせる者」の意。神々の敵であるヨトゥンの血を引いている。巨人の血を引きながらもオーディンの義兄弟となってアースガルズに住み、オーディンやトールと共に旅に出ることもあった。変身術を得意とし、男神であるが時に女性にも変化する。自身が変身するだけでなく、他者に呪文をかけて強制的に変身させたこともある。
美しい顔を持っているが、邪悪な気質で気が変わりやすい。狡猾さでは誰にも引けを取らず、よく嘘をつく。「空中や海上を走れる靴」（「陸も海も走れる靴」または「空飛ぶ靴」とも）を持っている。
元は火を神格化した存在だったと考えられており、ワーグナーの楽劇『ニーベルングの指環』に登場するローゲ（元の神話におけるロキのポジションに当たる神）はその点が強調されている。
なお、巨人の王ウートガルザ・ロキおよびその宮殿で相まみえるロギとは、三者同時に登場する神話が残っているので別人のようだが混同されることもあったらしく、サクソ・グラマティクスの『デンマーク人の事績』にはロキのように地下に縛られ幽閉されているウートガルザ・ロキの話がある。

## 家族
- 父 - ファールバウティ[8]（「残酷に打つ」の意）
- 母 - ラウフェイ[8]（「葉の島」の意）
- 妻 - シギュン[8]、アングルボザ[8]
- 兄弟 - ビューレイスト[8]、ヘルブリンディ[8]、義理の兄弟としてオーディン[注釈 3][注釈 4]
- 子 - シギュンとの間の子にナリとナルヴィ[9]（『古エッダ』）、またはナリ（別名がナルヴィ）[8]とヴァーリ[10]（『スノッリのエッダ』）。アングルボザとの間の子にフェンリル、ヨルムンガンド、ヘル[11]。スヴァジルファリとの間の子にスレイプニルがいる[12]。

## 北欧神話序盤
巨人出身ながらも、オーディンの義兄弟となり、アースガルズで暮らしている。北欧神話最大のトリックスターという説もあるが、後述の邪悪な面を見せる事からキリスト教の伝播に伴い、サタンの影響を受けたとの説もある。
アースガルズに厄介事を持ち込む一方で、オーディンの槍グングニルを始めとしてトールの槌ミョルニル、フレイの船スキーズブラズニル、黄金を生み出す腕輪ドラウプニル等を騙して作らせた（『詩語法』）り、小人のアンドヴァリから黄金を奪う（『レギンの言葉』）などして神々を窮地から救い出すなどの役に立つ一面も持つ。最も仲がよいとされるのは雷神トールで、連れ立って巨人の国を冒険している（『ギュルヴィたぶらかし』、『トール讃歌』など）。その際トールはロキの悪知恵によって何度も窮地を逃れる。アングルボザとの間に生まれた3人の子供は神々の脅威になると予言された。大蛇ヨルムンガルドは海に投げ捨てられた。巨狼フェンリルは、のちに妖精が作った紐グレイプニルで縛られた。半身が腐っているヘルは、冥界ヘルヘイムに投げ落とされそこの支配者になった。雌馬に化け、馬のスヴァジルファリとの間に8本脚の馬「スレイプニル」をもうけている。ウートガルズの宮殿ではロギと早食い競争で勝負したが、ロキは彼の前に完敗した。なぜならば、ロギの正体は野火だったからである（『ギュルヴィたぶらかし』）。
スルトの妻シンモラが持つ剣、レーヴァテインはロキがニヴルヘイムの門でルーン文字を唱えて作り上げたとされている。

## 北欧神話中盤「バルドル殺害後」

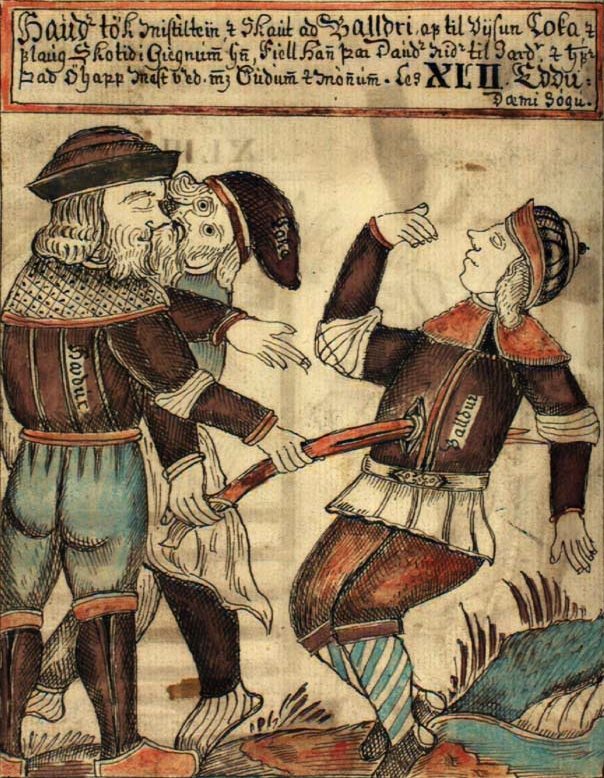
18世紀の写本『NKS 1867 4to』に描かれた、ヘズをそそのかしてバルドルを殺害させたロキ。

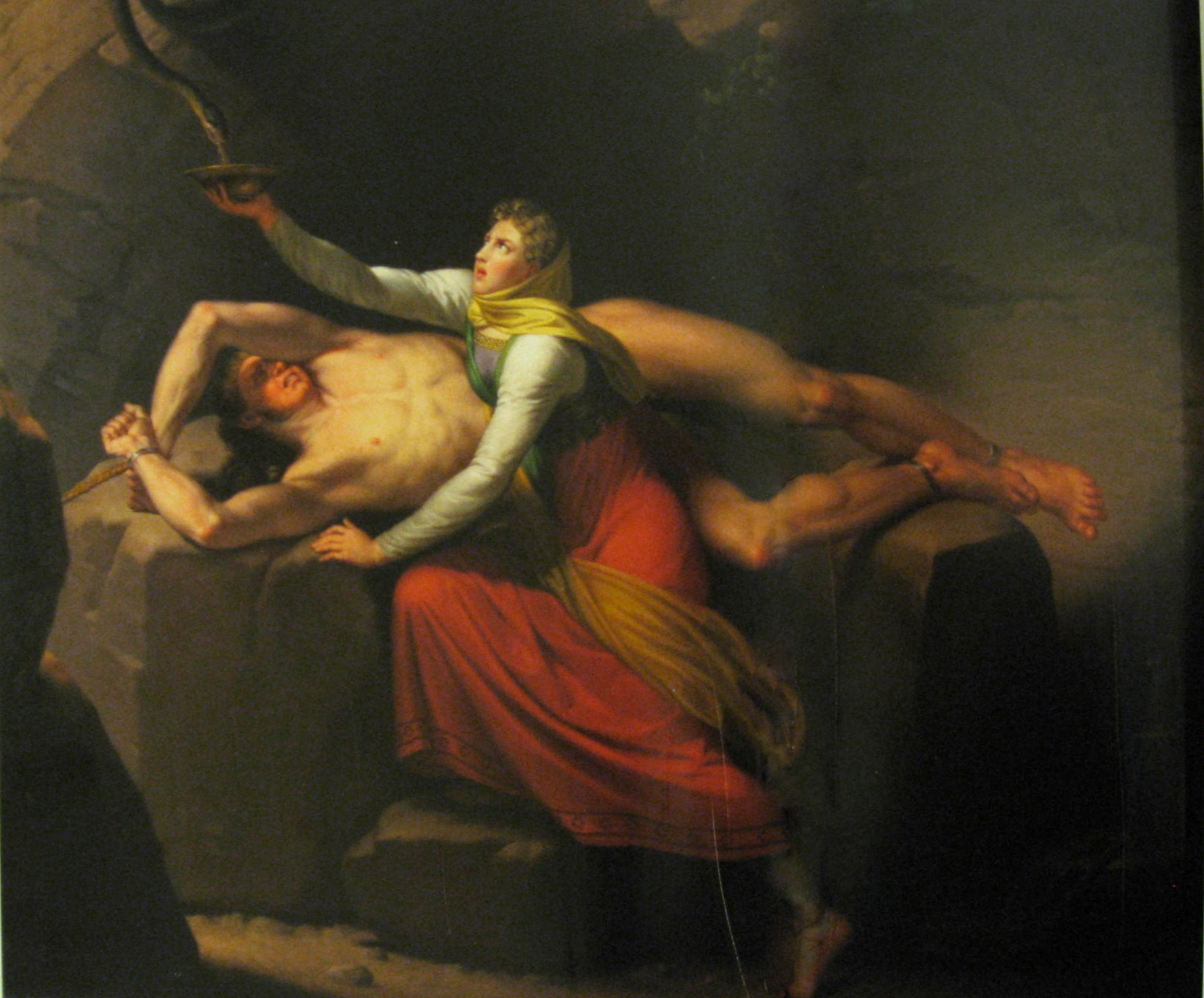
拘束されたロキと、毒蛇が垂らす毒を器に受けているシギュン。
(画)クリストファー・エカスベア（1810年）

ヘズをそそのかしてバルドルを殺させ、また老婆セック（ソック）に変身してバルドルが甦らないように仕向けた（『ギュルヴィたぶらかし』）。神々の宴に乱入し、そのことを明かすとともに、集まっている神々の過去の罪や恥辱を一人ずつ暴きたて巧みに罵倒する（『ロキの口論』）。のちに神々に捕らえられ、巨大な岩に息子ナリの腸で縛られて洞穴に幽閉される。そこは蛇の毒液が滴り落ちる場所で、いつもは妻のシギュンが器を持ってそれを防いでいる。しかし、その器がいっぱいになり彼女が捨てに走るとき、一瞬だけ頭に毒液があたり彼は苦痛のあまり大声で叫び身を捩るという。その影響で地上に起きるのが地震であるとされる（ロキの捕縛）。

## 北欧神話終盤「ラグナロク」
ラグナロクにおいては戒めがはずれ、巨人族を率いてアース神族を滅ぼすために出陣した。しかし最後はヘイムダルと相打ちになり終わった。

### 注釈

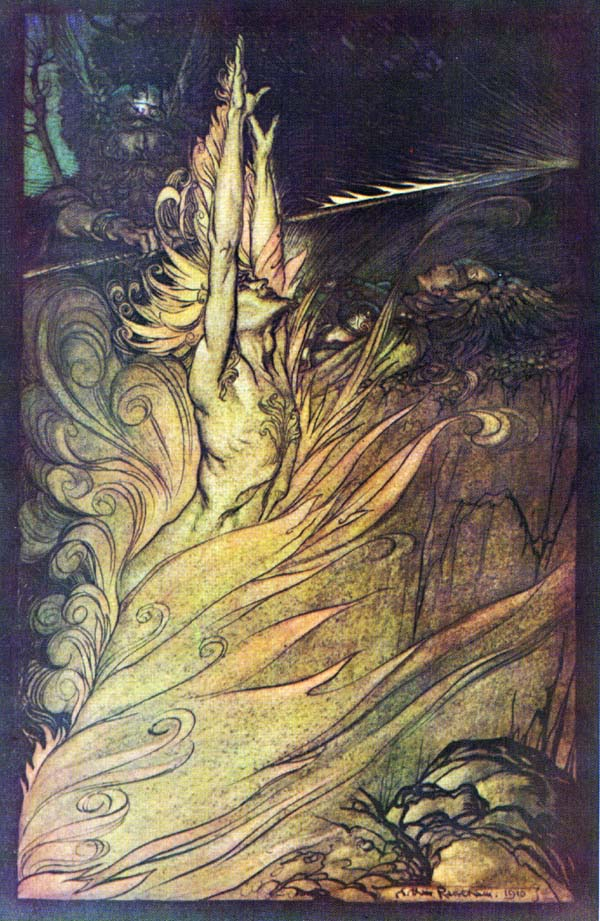
リヒャルト・ワーグナーの楽劇『ニーベルングの指環』には、ロキに相当する火神ローゲが登場する。画像は、第1日『ワルキューレ』のラスト、ブリュンヒルデの眠る岩山を守る炎となるべくヴォータン（オーディンに相当）の召還に応じて現れたローゲ。（アーサー・ラッカムによる。）

## ロキの呼称
ロキの呼び名としては以下のものがある。
- ずる賢い者
- トリックスター
- 変身者
- 空を旅する者
- 狡知の神
- 女巨人 セック
- 人々の恐れ
- 閉じる者
- 終える者
- 狼の父[24]
- フヴェズルング[25]
- 大きく成長したもの（ロプト）[24]
- ラウフェイの息子[26]
- ビューレイストの兄弟[27]、ビューレイプトの兄弟[25]

ロキの別名という説がある名前
- ローズル[注釈 5]　ただし『スノッリのエッダ』に出てくるヴィリとヴェーのどちらかの別名ともされる。[28]